# سامك (شبام كوكبان)

تعديل مصدري - تعديل

سامك هي إحدى قرى عزلة الأهجر بمديرية شبام كوكبان التابعة لمحافظة المحويت، بلغ تعداد سكانها 247 نسمة حسب تعداد اليمن لعام 2004.